# Applause (компанія)
Applause (до 2014 року uTest Inc.) — американська компанія, що надає послуги краудсорсингу у галузі розробки програмного забезпечення, а зокрема тестування програмного забезпечення.

## Історія
Компанія була заснована у серпні 2007 року англ. Doron Reuveni та англ. Roy Solomon з 2.3 мільйонами доларів у початковому фінансуванні від Mesco Ltd та Massachusetts Technology Development Corporation. Загалом за 6-ть раундів фінансування, станом на січень 2014 року, в uTest було інвестовано більше ніж 80 мільйонів доларів компаніями Mesco Ltd, Massachusetts Technology Development Corporation, Longworth Venture Partners, Egan-Managed Capital, Goldman Sachs, Scale Venture Partners, QuestMark Partners та MassVentures.
У травні 2014 року компанія змінила своє ім'я на Applause.

## Відомі поглинання
- 15 квітня 2012 року була поглинута польська компанія Apphance.[5]
- 5 травня 2014 року була поглинута німецька компанія Testhub, що надавала послуги тестування на території Європи. Це поглинання додало близько 20 тис. нових тестерів та 250 нових клієнтів,[6] а Testhum став Applause EU — штаб-квартирою компанії у Європі.[7][8]